# Aptesis acuminata
Aptesis acuminata là một loài tò vò trong họ Ichneumonidae.